# Hadi Chosroszahi
Sejjed Hadi Chosroszahi (perski: سید هادی خسروشاهی; ur. 1939, zm. 27 lutego 2020) – irański kleryk i dyplomata, który pełnił funkcję pierwszego ambasadora Iranu w Watykanie. Był podejrzewany przez izraelskie kręgi wywiadowcze o utworzenie tajnej europejskiej sieci muzułmańskich ekstremistów z siedzibą w Rzymie.

## Kariera
W wieku 15 lat Chosroszahi dołączył do organizacji Fedaini Islamu, kierowanej przez Nawwaba Safawiego. Na podstawie swoich wywiadów starał się uzyskać zgodę ajatollaha Chomejniego na zamordowanie pierwszego prezydenta Republiki Islamskiej, Abolhasana Banisadra i ostatniej królowej Iranu, Farah Pahlawi. Chomejni odrzucił ten pomysł.
Chosrozahi był wybitną postacią w seminarium w Komie i był przedstawicielem Chomejniego w Ministerstwie Kultury i Poradnictwa Islamskiego po zwycięstwie irańskiej rewolucji islamskiej w 1979 roku. Po dwóch latach został ambasadorem Republiki Islamskiej w Watykanie. Był pierwszym szyickim duchownym służącym i reprezentującym Republikę Islamską w Watykanie. W czasie pobytu w Watykanie, założył Europejskie Centrum Kultury Islamskiej, bazę dla propagowania szyizmu na Zachodzie. Po odbyciu służby w Watykanie, Chosroszahi został wysłany do Kairu, gdzie przez dwa lata reprezentował Teheran w Sekcji Interesów Republiki Islamskiej.

## Śmierć
Chosroszahi zmarł na COVID-19 27 lutego 2020 roku.